# Eriopyga duplicilinea
Eriopyga duplicilinea là một loài bướm đêm trong họ Noctuidae.